# Rivière Owen
Pour les articles homonymes, voir Owen.
La rivière Owen coule dans la municipalité régionale de comté (MRC) de Témiscouata, dans la région administrative du Bas-Saint-Laurent, au sud de la péninsule gaspésienne, au Québec, au Canada. Cette rivière traverse les municipalités de Lejeune (Québec) et Dégelis.
Le bassin versant de la rivière Owen est accessible grâce à une route forestière. La rivière Owen coule, plus ou moins en parallèle et du côté ouest de la rivière Squatec et du Grand lac Squatec.

## Géographie
La rivière Owen prend sa source dans les monts Notre-Dame, à la confluence du ruisseau Rossignol et du Premier Ruisseau. À partir de sa source, la rivière Owen coule sur environ 35 km répartis selon les segments suivants :
- vers le sud, jusqu'à la limite de la municipalité de Lejeune ;
- vers le sud, jusqu'au ruisseau Albert (venant du nord-est) ;
- vers le sud, jusqu'au ruisseau Jack-Lee (venant du nord-ouest) ;
- vers le sud, en formant de nombreux petits serpentins jusqu'au ruisseau Plourde. Note : la confluence de ce dernier est située dans le lieu-dit Les Fourches ;
- vers le sud, jusqu'à la limite de la municipalité de Dégelis ;
- vers le sud-est, jusqu'au ruisseau du Bouleau (venant du nord-est) ;
- vers le sud-ouest, jusqu'au ruisseau Iroquois (venant du sud-ouest) ;
- vers le sud-ouest, jusqu'au ruisseau Bearley (venant du sud-ouest). Note : Une zone de marais est située à la confluence de ce dernier ;
- vers le nord-est, en serpentant lors de la traversée une zone de marais en fin de cours, jusqu'à la confluence de la rivière[3].

La rivière Owen se déverse sur la rive sud-est du Grand lac Touladi

## Toponymie
Owen s'avère un prénom propre anglais, apparenté à Eugène, de même qu'Eoghan en irlandais, et qu'Owain en gallois. Ce terme constitue aussi un patronyme de famille.
Le toponyme « Rivière Owen » a été officialisé le 5 décembre 1968 à la Commission de toponymie du Québec.